# Waddesdon Manor

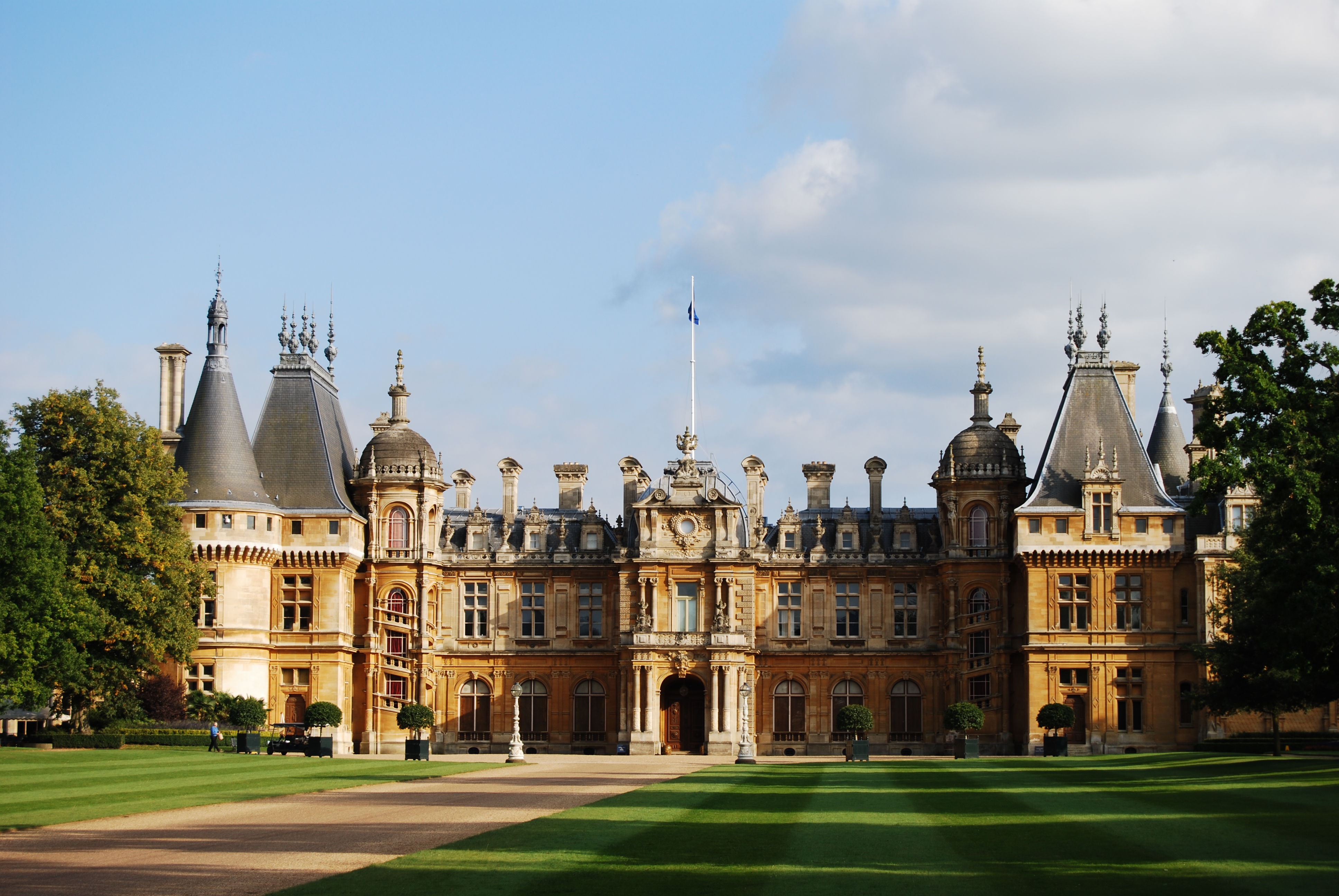
Waddesdon Manor

Waddesdon Manor é um palácio rural da Inglaterra, situado na vila de Waddesdon, no Buckinghamshire. A casa foi construída no estilo neo-renascentista de um château francês, entre 1874 e 1889 pelo Barão Ferdinand de Rothschild (1839–1898). O Barão, um membro da dinastia de banqueiros Rothschild, escolheu para arquitecto Gabriel-Hippolyte Destailleur. Actualmente Waddesdon é propriedade da National Trust for Places of Historic Interest or Natural Beauty (Consórcio Nacional de Locais de Interesse Histórico ou de Beleza Natural), mas nos últimos anos, em sequência de uma extensa restauração, tem sido administrado por um consórcio da família Rothschild fiscalizado por Jacob Rothschild, 4.º Barão Rothschild. O palácio foi construído  num cume árido com vista panorâmica para a vila de Waddesdon.

## História

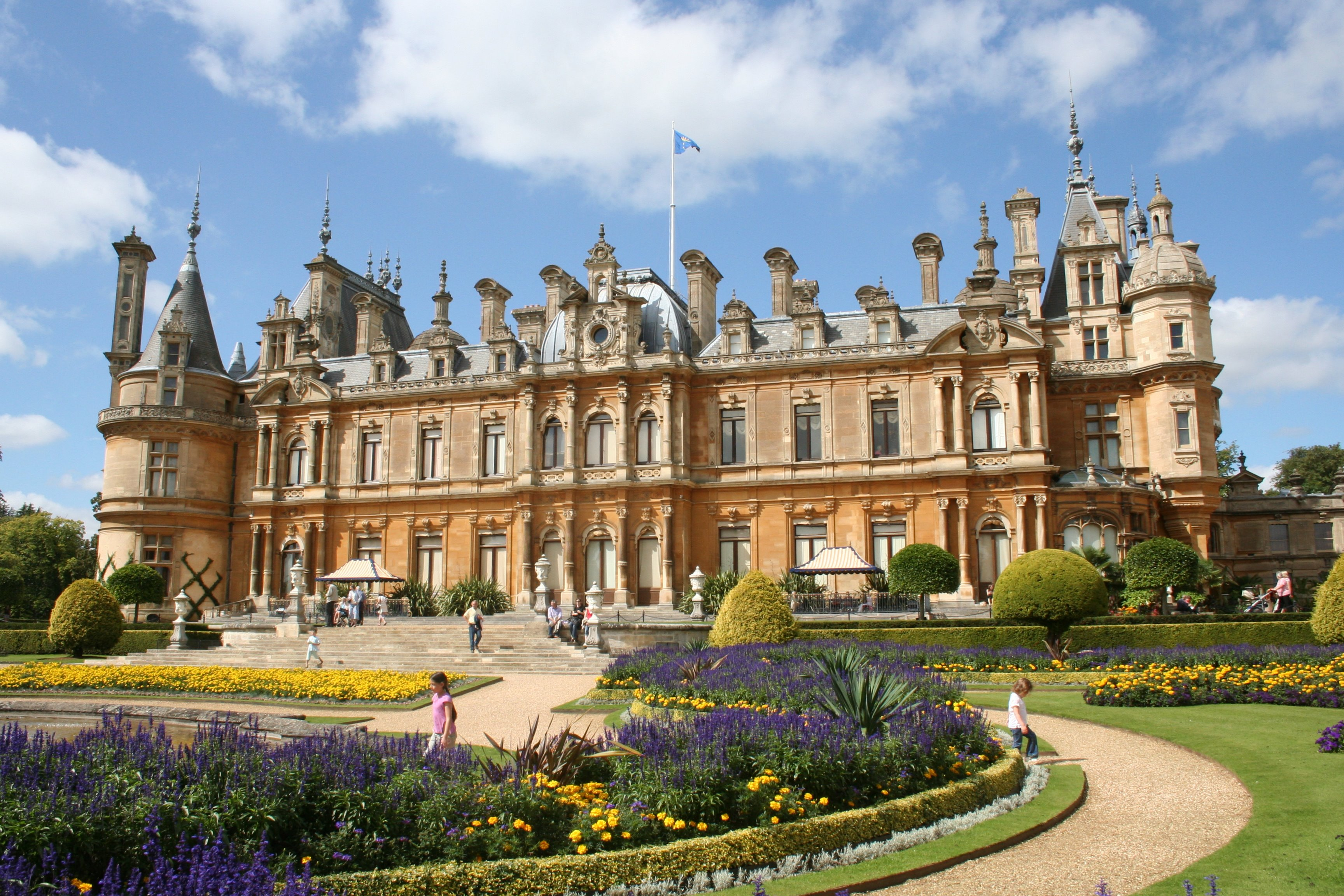
Waddesdon Manor. O Terraço

O Barão queria uma casa ao estilo grande Renascimento dos châteaux do Vale do Loire. Destailleur já tinha experiência em trabalhar neste estilo, tendo supervisionado o restauro de muitos palácios naquela região. Sob a visão de Destailleur, Waddesdon foi construído num estilo eclético, baseado nos châteaux tão admirados pelo seu patrão, o Barão Ferdinand. As torres de Waddesdon foram inspiradas nas do Château de Maintenon, e as torres-escadaria gémeas, na fachada Norte, foram inspiradas na torre-escadaria do Château de Chambord. De Seguindo um padrão de luxo sem paralelo, as janelas das torres de Waddesdon foram envidraçadas, ao contrário das de Chambord. Também são muito mais ornadas.
O desenho estrutural de Waddesdon, de qualquer forma, não foi todo retrospectivo. Escondidas das vistas estão as mais modernas inovações dos finais do século XIX incluindo uma estrutura de aço, que sustém a pressão dos pisos superiores, o que consequentemente permitiu que esses pisos difiram completamente dos pisos mais baixos. As casas de banho do palácio já tinham água quente e fria corrente, aquecimento central, e um sistema de campainhas elétricas para chamar os numerosos criados.

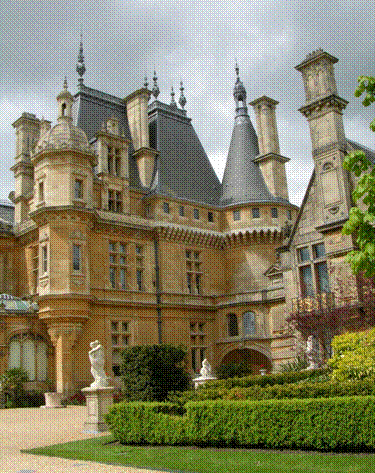
Waddesdon Manor. As torres foram inspiradas nas do Château de Maintenon.

Quando o palácio ficou completo, o Barão Ferdinand instalou a sua extensa colecção oitocentista de tapeçarias, painéis, mobília e cerâmicas franceses, pinturas inglesas e holandesas e obras de arte renascentistas. Foram executadas extensas obras de paisagismo, ficando os jardins enriquecidos com estatuária, pavilhões e um aviário. Os campos foram arranjados pelo arquitecto paisagista francês Lainé. Foi feita uma tentativa de transplantar árvores adultas por cloroformizando as suas raízes, para limitar o choque. Embora esta nova ideia não tivesse sucesso, muitas grandes árvores foram transplantadas, fazendo dos campos uma das maravilhas do seu tempo, em 1890. A Rainha Vitória chegou a fazer-se de convidada para visitá-los. A rainha ficou, porém, mais impressionada pela electrificação da casa que pelas maravilhas do parque. Fascinada pela invenção, que nunca vira antes, terá gasto dez minutos a ligar e desligar um candeeiro do século XVIII recentemente electrificado.
Quando o Barão Ferdinand morreu, em 1898, o palácio passou para a sua irmã Alice Charlotte von Rothschild, que viria a desenvolver as colecções. As colecções de obras de arte do Renascimento e de armas, do Barão Ferdinand, foram deixadas por testamento ao British Museum como "The Waddesdon Bequest" (O Legado Waddesdon). Durante a Segunda Guerra Mundial, crianças com menos de cinco anos de idade foram evacuadas de Londres e alojadas em Waddesdon Manor.
Depois da morte de Alice de Rothschild, em 1922, a propriedade e colecções passaram para o seu sobrinho-neto James Armand de Rothschild, do ramo francês da família, que as enriqueceu com objectos provenientes das colecções do seu falecido pai, o Barão Edmond James de Rothschild, de Paris.

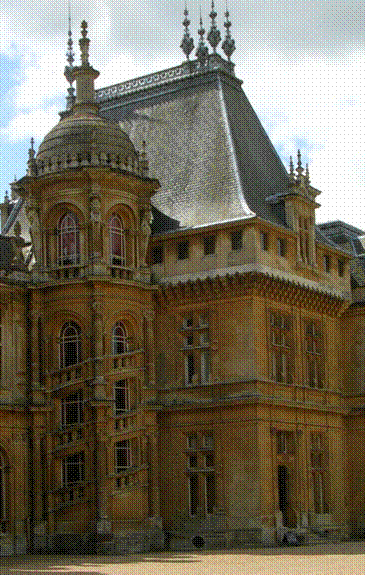
Waddesdon Manor. Uma das torres-escadaria, inspiradas nas do Château de Chambord.

Quando James de Rothschild morreu, em 1957, legou Waddesdon Manor, 200 acres de campos e o seu conteúdo ao National Trust, para ser preservado para a posteridade. O consórcio também recebeu dele a maior doação de sempre: 750.000 libras.
Uma propriedade subsidiária, The Pavilion em Eythrope, foi construída por Alice de Rothschild pelo arquitecto George Devey. Esta tornar-se-ia a casa da viúva de James de Rothschild, Dorothy de Rothschild, mais conhecida por "Mrs James"; ela teve um grande interesse por Waddesdon durante o resto da sua longa vida. Eythrope e o resto da propriedade Waddesdon tornaram-se propriedade do seu herdeiro, o 4º Lord Rothschild.
Jacob Rothschild, 4º Lord Rothschild, tem sido o maior benfeitor de Waddesdon Manor, e, através do consórcio de benevolência da família, tem supervisionado a principal restauração e introduzido novas colecções, aumentando assim a atracção sobre os visitantes. Num acordo sem precedentes, conseguiu autorização do National Trust para dirigir Waddesdon Manor como uma operação semi-independente.
Num assalto ocorrido no dia 10 de Junho de 2003, foram roubados aproximadamente 100 caixas de rapé em ouro francesas e vários objectos de adorno. Nenhuma foi recuperada intacta, embora fragmentos de algumas delas tenham sido encontradas entre ouro fundido, numas restos de um veículo incendiado próximo do palácio. Esses artefactos de valor inestimável e insubstituíveis, muitos deles incrustados com diamantes, haviam pertencido, entre outros, a Maria Antonieta e Madame de Pompadour. 

## Waddesdon Manor no cinema
Vários filmes e séries foram rodados em Waddesdon Manor, incluindo Carry On, Don't Lose Your Head, o filme indiano Kabhi Khushi Kabhi Gham e o sucesso de 2006 The Queen, no qual os seus interiores e jardins passaram pelos do Palácio de Buckingham.
Waddesdon Manor também foi usado como castelo da Branca de Neve e do Principe Wendell, na minissérie televisiva The 10th Kingdom. Foram usadas imagens computorizadas para lhe darem um aspecto maior.
O palácio também foi usado no filme The Mummy: Tomb of the Dragon Emperor como a nova casa dos O'Connell. Estes preferiam Oxfordshire (localização do Manor no filme) a Londres, a sua residência no anterior filme da série.

## Estação
A propriedade passou a ser servida por uma estação de caminho de ferro, a qual faz parte da rede metropolitana entre Aylesbury e Verney Junction, que ficou concluída quando a linha foi incorporada no Metro de Londres, em 1936. Do outro lado da propriedade também existe uma linha do Brill Tramway, a qual foi terminada na mesma época.

## Bolo de noiva de Joana Vasconcelos
Em 8 de junho de 2023 foi inaugurada nos jardins uma obra da artista portuguesa Joana Vasconcelos, que retrata um típico bolo de casamento com recursos às características da arquitetura barroca.
O Bolo de Casamento rosa, verde, azul e amarelo é uma construção de cerâmica com 12 metros de altura, com o formato de um bolo de três andares. Cerca de 25 mil ladrilhos brilhantes, produzidos em Portugal, fazem com que a obra se assemelhe à cobertura glacé normalmente colocada sobre os bolos de casamento tradicionais. A escultura pôde ser visitada pelo público até 26 de outubro.